# A Bigger Bang

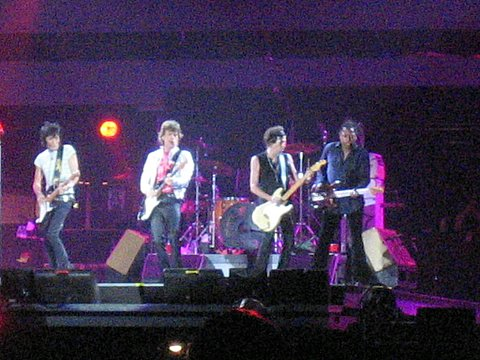
Optreden in Toronto tijdens de albumtour

A Bigger Bang is een studio-album van de Engelse rockgroep The Rolling Stones, uitgebracht in 2005. Het album viel zeer goed bij critici. De single Streets of Love bereikte de twaalfde positie in de Top 40.

## Composities
Alle muziek en teksten zijn geschreven door Mick Jagger en Keith Richards. 
| 1.                 | Rough Justice                | 3:13 |
| 2.                 | Let Me Down Slow             | 4:15 |
| 3.                 | It Won't Take Long           | 3:54 |
| 4.                 | Rain Fall Down               | 4:54 |
| 5.                 | Streets of Love              | 5:10 |
| 6.                 | Back of My Hand              | 3:33 |
| 7.                 | She Saw Me Coming            | 3:12 |
| 8.                 | Biggest Mistake              | 4:06 |
| 9.                 | This Place Is Empty          | 3:17 |
| 10.                | Oh No, Not You Again         | 3:47 |
| 11.                | Dangerous Beauty             | 3:48 |
| 12.                | Laugh, I Nearly Died         | 4:54 |
| 13.                | Sweet Neo Con                | 4:34 |
| 14.                | Look What the Cat Dragged In | 3:58 |
| 15.                | Driving Too Fast             | 3:57 |
| 16.                | Infamy                       | 3:48 |
| Totale duur: 64:23 |                              |      |

## Bezetting
- Mick Jagger – leadzang, gitaar, bas, mondharmonica, keyboard, percussie
- Keith Richards – gitaar, bas, piano, zang
- Ronnie Wood – gitaar
- Charlie Watts – drums

- Darryl Jones – basgitaar
- Chuck Leavell – keyboard
- Matt Clifford – keyboard, strijkersarrangement, programmering
- Don Was – piano
- Lenny Castro – percussie
- Blondie Chaplin – achtergrondzang

## Hitlijsten

### Album
| Jaar | Hitlijst                      | Notering |
| ---- | ----------------------------- | -------- |
| 2005 | Nederlandse Album Top 100     | 1(2wk)   |
| 2005 | Ultratop 200 Albums           | 3        |
| 2005 | Official Albums Chart Top 100 | 2        |
| 2005 | Billboard 200                 | 3        |

### Singles
| Jaar | Single                        | Hitlijst                    | Notering |
| ---- | ----------------------------- | --------------------------- | -------- |
| 2005 | Rough Justice                 | Mainstream Rock Tracks      | 25       |
| 2005 | Streets of Love/Rough Justice | UK Singles Chart            | 15       |
| 2005 | Streets of Love               | Nederlandse Top 40          | 12       |
| 2005 | Oh No, Not You Again          | Mainstream Rock Tracks      | 34       |
| 2005 | Rain Fall Down                | UK Singles Chart            | 33       |
| 2006 | Rain Fall Down                | Hot Dance Singles/Club Play | 21       |
| 2006 | Biggest Mistake               | UK Singles Chart            | 51       |

### Wereldwijde hitlijsten
| Land                  | Hoogste notering | Aantal weken in de hitlijst | Verkocht                    |
| --------------------- | ---------------- | --------------------------- | --------------------------- |
| Wereldwijd            | 1                | 9                           | 2.500.000                   |
| Europa                | 1                | 18                          | 1.200.000                   |
| Italië                | 1                | 38                          | +200.000                    |
| Argentinië            | 1                | 31                          | +40.000                     |
| Nederland             | 1                | 27                          | +70.000                     |
| Duitsland             | 1                | 22                          | +250.000                    |
| Zwitserland           | 1                | 25                          | +25.000                     |
| Zweden                | 1                | 18                          | +40.000                     |
| Denemarken            | 1                | 44                          | +30.000                     |
| Canada                | 1                | 9                           | +100.000                    |
| Oostenrijk            | 1                | 11                          | +30.000                     |
| Verenigd Koninkrijk   | 2                | 14                          | +120.000                    |
| Spanje                | 2                | 13                          | +50.000                     |
| Tsjechische Republiek | 2                | 10                          | +20.000                     |
| Nieuw-Zeeland         | 2                | 11                          | +20.000                     |
| Polen                 | 2                | 8                           | +25.000                     |
| Noorwegen             | 2                | 6                           | +25.000                     |
| Frankrijk             | 3                | 51                          | +145.000                    |
| Verenigde Staten      | 3                | 19                          | 540.229 (9 september, 2007) |
| Griekenland           | 3                | 15                          | +30.000                     |
| België                | 3                | 7                           | +30.000                     |
| Australië             | 4                | 8                           | +35.000                     |
| Finland               | 4                | 5                           | +15.000                     |
| Japan                 | 5                | 19                          | +130.000                    |
| Portugal              | 5                | 6                           | +15.000                     |
| Hongarije             | 10               | 4                           | +15.000                     |
| Brazilië              | 14               | 9                           | +70.000                     |
| Ierland               | 18               | 3                           | +10.000                     |